# Население на Съединените американски щати
По данни от 1 юли 2013 г. населението на САЩ е 316 391 000 души, което я прави третата най-населена страна в света. За сравнение, през 2007 година то е било 303 111 027 души и е нараснало със 7,7% спрямо 2000 година, когато са били преброени 281 421 906 души.

## Възрастов състав
По данни от 2009 г. възрастовият състав е разпределен както следва:
- 0 – 14 години: 20,2% (мъже: 31 639 127, жени: 30 305 704);
- 15 – 64 години: 67,0% (мъже: 102 665 043, жени: 103 129 321);
- над 65 години: 12,8% (мъже: 16 901 232, жени: 22 571 696).

## Расов и етнически състав
Мнозинството от населението в щатите са бели: 223 005 483, или 73,94% (2007).
По данни от 2000 г. съставът е както следва:
- Германци: 42 800 000 (15,2%)
- Ирландци: 30 500 000 (10,8%)
- Англичани: 24 500 000 (8,7%)
- Италианци: 15 600 000 (5,6%)
- Поляци: 9 000 000 (3,2%)
- Французи: 8 300 000 (3,0%)
- Евреи: 5 275 000 (1,8%)(2006)
- Шотландци: 4 900 000 (1,7%)
- Датчани: 4 500 000 (1,6%)
- Холандци: 4 500 000 (1,6%)
- Норвежци: 4 500 000 (1,6%)
- Шотландско-ирландски американци: 4 300 000 (1,5%)
- Шведи: 4 000 000 (1,4%)
- Руснаци: 2 700 000 (0,9%)

## Американски българи
По официални данни през 2000 година 55 489 души са се самоопределили за българи, през 2002 година са 63 860 души, а през 2006 са 92 841 души. По данни на ДАБЧ са около 250 000 души.

## Гъстота на населението
Средната гъстота на населението през 2008 година е 31 д/км2.